# Relaciones Corea del Sur-Costa Rica
Las relaciones Corea del Sur-Costa Rica se refieren a las relaciones internacionales que existen entre Costa Rica y Corea del Sur.
Las relaciones diplomáticas entre Costa Rica y la República de Corea se establecieron en 1962.

## Relaciones diplomáticas
- Costa Rica tiene una embajada en Seúl.[2]
- Corea del Sur tiene una embajada en San José.[3]